# 296-я истребительная авиационная дивизия
296-я истреби́тельная авиацио́нная Хинганская диви́зия (296-я иад) — авиационное воинское соединение истребительной авиации Вооружённых сил СССР в Великой Отечественной войне.

## Наименования дивизии
- 296-я истребительная авиационная дивизия;
- 296-я истребительная авиационная Хинганская дивизия;
- 146-я истребительная авиационная Хинганская дивизия;
- 146-я истребительная авиационная Хинганская дивизия ПВО;
- Полевая почта 74540.

## Формирование дивизии
296-я истребительная авиационная дивизия сформирована в августе 1942 года в составе 10-й воздушной армии Дальневосточного фронта.
| Як-9 | Як-9УМ | Як-9 |

## Переименование дивизии
- 296-я истребительная авиационная Хинганская дивизия в январе 1949 года была переименована в 146-ю истребительную авиационную Хинганская дивизию;
- в январе 1957 года после передачи дивизии в состав войск ПВО дивизия получила наименование 146-я истребительная авиационная Хинганская дивизия ПВО.

## В действующей армии
В составе действующей армии:
- с 9 августа 1945 года по 3 сентября 1945 года

## Состав дивизии
| Части                                 | Период                     |
| ------------------------------------- | -------------------------- |
| 14-й истребительный авиационный полк  | 03.08.1942 — 20.09.1945 г. |
| 60-й истребительный авиационный полк  | 01.11.1948 — 01.05.1960 г. |
| 529-й истребительный авиационный полк | 03.08.1942 — 09.05.1960 г. |
| 534-й истребительный авиационный полк | 29.11.1944 — 10.04.1947 г. |
| 583-й истребительный авиационный полк | 01.03.1945 — 09.05.1960 г. |
| 610-й истребительный авиационный полк | 02.10.1945 — 04.08.1960 г. |
| 777-й истребительный авиационный полк | 02.10.1943 — 01.07.1944 г. |
| 368-й истребительный авиационный полк | 01.01.1955 — 23.07.1960 г. |

## В составе соединений и объединений
| Дата            | Фронт (округ)                       | Армия                       | Корпус                            | Примечания                    |
| --------------- | ----------------------------------- | --------------------------- | --------------------------------- | ----------------------------- |
| 01.08.1942 года | Дальневосточный фронт               | ВВС округа                  | -                                 | -                             |
| 15.08.1942 года | Дальневосточный фронт               | 10-я воздушная армия        | -                                 | -                             |
| 15.08.1942 года | Дальневосточный фронт               | 10-я воздушная армия        | -                                 | -                             |
| 20.12.1944 года | Дальневосточный фронт               | ВВС Дальневосточного фронта | 18-й смешанный авиационный корпус | -                             |
| 01.06.1945 года | Дальневосточный фронт               | 10-я воздушная армия        | 18-й смешанный авиационный корпус | -                             |
| 05.08.1945 года | 2-й Дальневосточный фронт           | 10-я воздушная армия        | 18-й смешанный авиационный корпус | -                             |
| 03.09.1945 года | 2-й Дальневосточный фронт           | 10-я воздушная армия        | 18-й смешанный авиационный корпус | -                             |
| 01.10.1945 года | Дальневосточный военный округ       | 10-я воздушная армия        | 18-й смешанный авиационный корпус | -                             |
| 01.07.1946 года | Дальневосточный военный округ       | 9-я воздушная армия         | -                                 | -                             |
| 20.02.1949 года | Дальневосточный военный округ       | 29-я воздушная армия        | -                                 | переименована в 146-ю иад     |
| 01.01.1957 года | Отдельная Дальневосточная армия ПВО | Сахалинская дивизия ПВО     | -                                 | переименована в 146-ю иад ПВО |
| 01.04.1960 года | 11-я отдельная армия ПВО            | Сахалинская дивизия ПВО     | -                                 | расформирована                |

## Командиры дивизии
| Звание                           | Имя                          | Период                  | Примечание |
| -------------------------------- | ---------------------------- | ----------------------- | ---------- |
| Полковник                        | Ковалёв Тарас Евдокимович    | 05.08.1942 — 22.11.1942 |            |
| Подполковник, полковник          | Большаков Николай Михайлович | 23.11.1942 — 01.09.1943 |            |
| Полковник                        | Мищенко Филипп Михайлович    | 02.09.1943 — 01.10.1949 |            |
| Полковник, генерал-майор авиации | Речкалов Григорий Андреевич  | 19.11.1956 — 17.12.1957 |            |

## Участие в операциях и битвах
- Маньчжурская операция:
  - Сунгарийская наступательная операция — с 9 августа 1945 года по 2 сентября 1945 года

## Награды
- 534-й истребительный авиационный полк за образцовое выполнение заданий командования в боях против японских войск на Дальнем Востоке при форсировании рек Амур и Уссури, овладении городами Цзямусы, Мэргень, Эйаньчжэнь, южной половиной острова Сахалин, а также островами Сюмусю и Парамушир из гряды Курильских островов и проявленные при этом доблесть и мужество Указом Президиума Верховного Совета СССР от 14 сентября 1945 года награждён орденом «Боевого Красного Знамени».
- 583-й истребительный авиационный полк за образцовое выполнение заданий командования в боях против японских войск на Дальнем Востоке при форсировании рек Амур и Уссури, овладении городами Цзямусы, Мэргень, Эйаньчжэнь, южной половиной острова Сахалин, а также островами Сюмусю и Парамушир из гряды Курильских островов и проявленные при этом доблесть и мужество Указом Президиума Верховного Совета СССР от 14 сентября 1945 года награждён орденом «Красной Звезды».

## Почётные наименования
Приказом Верховного Главнокомандующего 296-й истребительной авиационной дивизии за отличные боевые действия присвоено почётное наименование «Хинганская»

## Участие в освобождении городов
296-я истребительная авиационная дивизия 17 августа 1945 года участвовала в освобождении города Цзямусы.

## Благодарности Верховного Главнокомандования
Дивизии за овладение всей Маньчжурией, Южным Сахалином и островами Сюмусю и Парамушир из группы Курильских островов, главным городом Маньчжурии Чанчунь и городами Мукден, Цицикар, Жэхэ, Дайрэн, Порт-Артур объявлена благодарность.

## Статистика боевых действий
Всего за годы Советско-японской войны дивизией:
| Выполнено боевых вылетов | Воздушных боёв | Сбито самолётов в воздухе |
| ------------------------ | -------------- | ------------------------- |
| 820                      | не было        | 0                         |

Уничтожено при штурмовках наземных целей:
| автомашин, всего | паровозов, всего | вагонов, всего | орудий ПТА |
| ---------------- | ---------------- | -------------- | ---------- |
| 83               | 14               | 28             | 6          |

## Базирование
| Период               | Аэродромы                  |
| -------------------- | -------------------------- |
| 08.1945 — 10.1945    | Возжаевка Амурская область |
| 10.1945 — 01.07.1946 | Тамбовка Амурская область  |
| 01.07.1946 — 06.1960 | Хомутово, Сахалин          |

| МиГ-17 | МиГ-15 | МиГ-17 |

## Инциденты
- Лётчиками 368-го истребительного авиационного полка 7 октября 1952 года сбит американский самолёт-нарушитель Б-29 в районе Малой Курильской гряды[5].